# Pectis vollmeri
Pectis vollmeri là một loài thực vật có hoa trong họ Cúc. Loài này được Wiggins mô tả khoa học đầu tiên năm 1950.